# 騾道
騾道（義大利語：Mulattiera）是一種曾在歐洲廣泛使用的基礎建設，是近代公路與鐵路出現前歐洲城鎮與鄉村間連結的主要交通網，遍布在歐洲山區與農業密集區。騾道比小徑要寬、但是比羊道或馬路要窄，由於騾子的駝鞍是將貨物固定在駝獸兩側，按照現代度量衡標準淨寬度大約是3公尺左右。

## 發展歷史

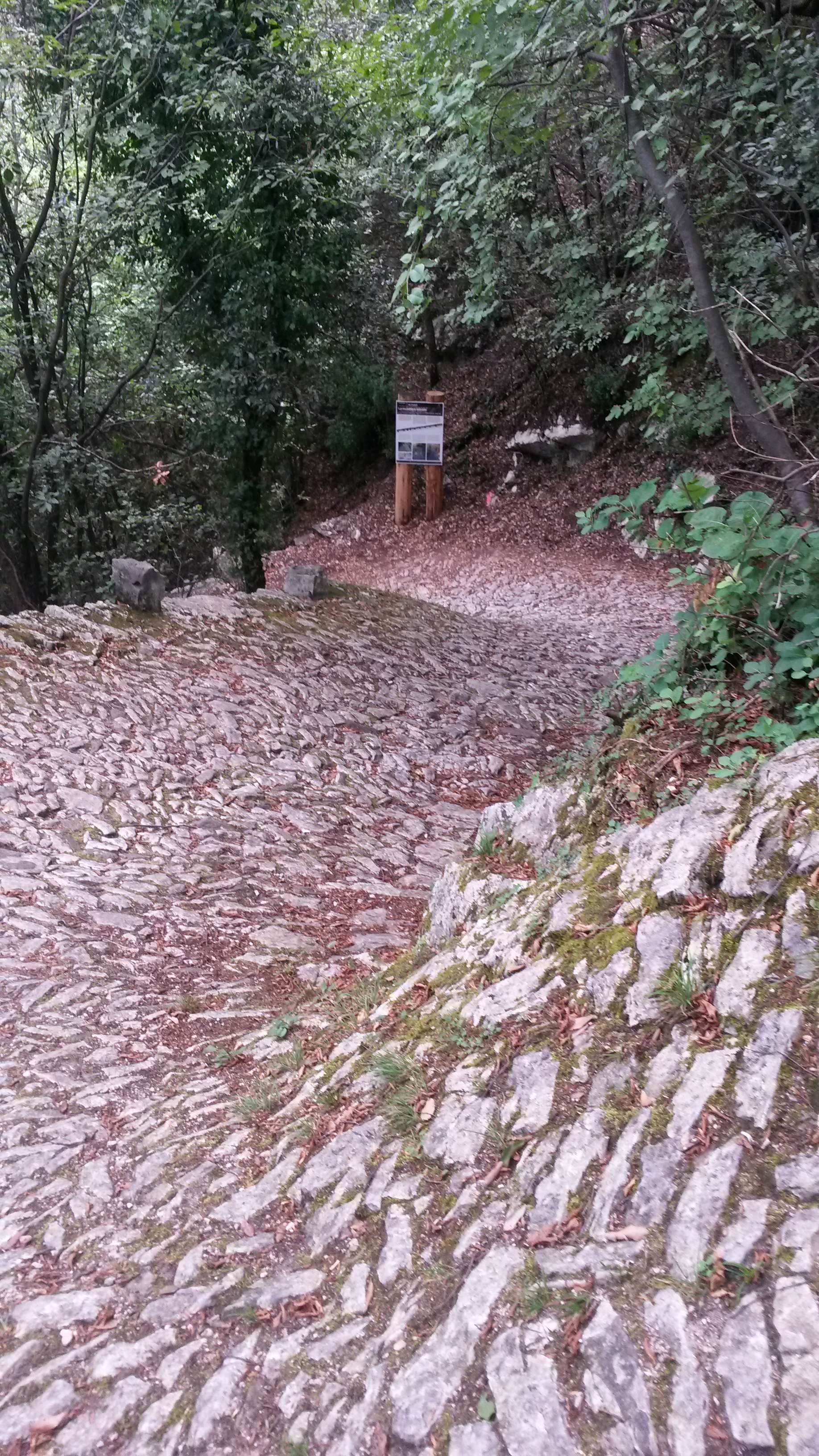
義大利加爾達湖馬爾切西內附近的騾道

歐洲交通史的紀錄中，在前10世紀左右開始有使用駝獸運輸貨物的紀錄，尤其是跨越地勢崎嶇的阿爾卑斯山，幾乎只能靠駝獸運輸貨物。羅馬帝國擴張後，在交通狀況較好的地區有鋪設羅馬道路，但是在羅馬道路無法建置的地區有交通需求時，仍然是以建置騾道為主。以歐洲山區來說，騾道的設計寬度是可以讓騾子交互通過的距離，成年騾子的體格寬度約為1公尺左右，加上固定在駝鞍兩側的貨物總合寬度至少是1.4公尺，因此可以交會需求寬度最小需要2.8公尺，這個路寬為闢建騾道大致的最低需求。
在法國的舊制度時代，騾道幾乎是村莊與城鎮之間唯一的交通路網。騾道的路面建設基本上僅有鋪設放置得當的石料、石板、甚至是夯實的土方，只有最原始的路基結構。外側可能會鋪上就地取材的石料護欄充當最原始的屏蔽作用。由於路寬、坡度與材料限制，這類道路不適合馬車等輪型運輸工具移動，只夠讓駝獸與徒步者行動。
17世紀後，隨著歐洲交通建設的進步，以前的道路被擴建為鐵路或是道路，駝道因此失去了經濟效益而衰微。目前存在的騾道多為觀光或是聯繫山小屋所使用。

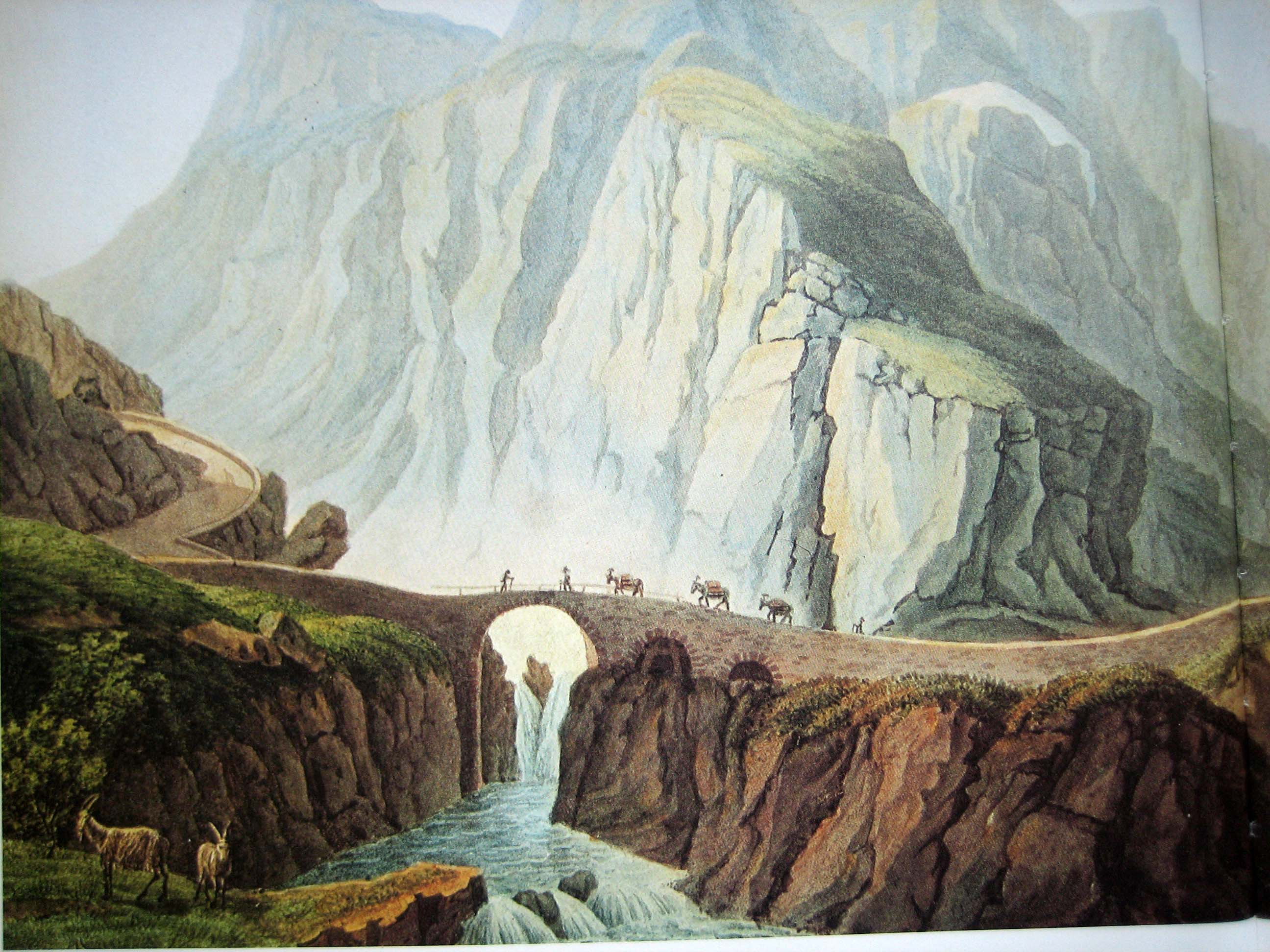
瑞士Schöllenen峽谷的魔鬼之橋藝術畫，為阿爾卑斯山脈騾道的典型形象

知名騾道
- 施托卡佩路線（義大利語：Stockalperweg）：在西元196年羅馬帝國皇帝塞提米烏斯·塞維魯斯開闢，其道路坡度部分達40%，屬於阿爾卑斯地帶典型的騾道。
- 黃金之道（德语：Goldener_Steig）：連接波希米亞與多瑙河的多條貿易路線，由於波希米亞地區多為山地，因此陸網交通工具主要由騾子駝運物資。
- 52座隧道之路（英语：Strada_delle_52_Gallerie）：義大利在第一次世界大戰時為了對抗奧匈帝國開闢的軍用騾道。

## 類似名詞

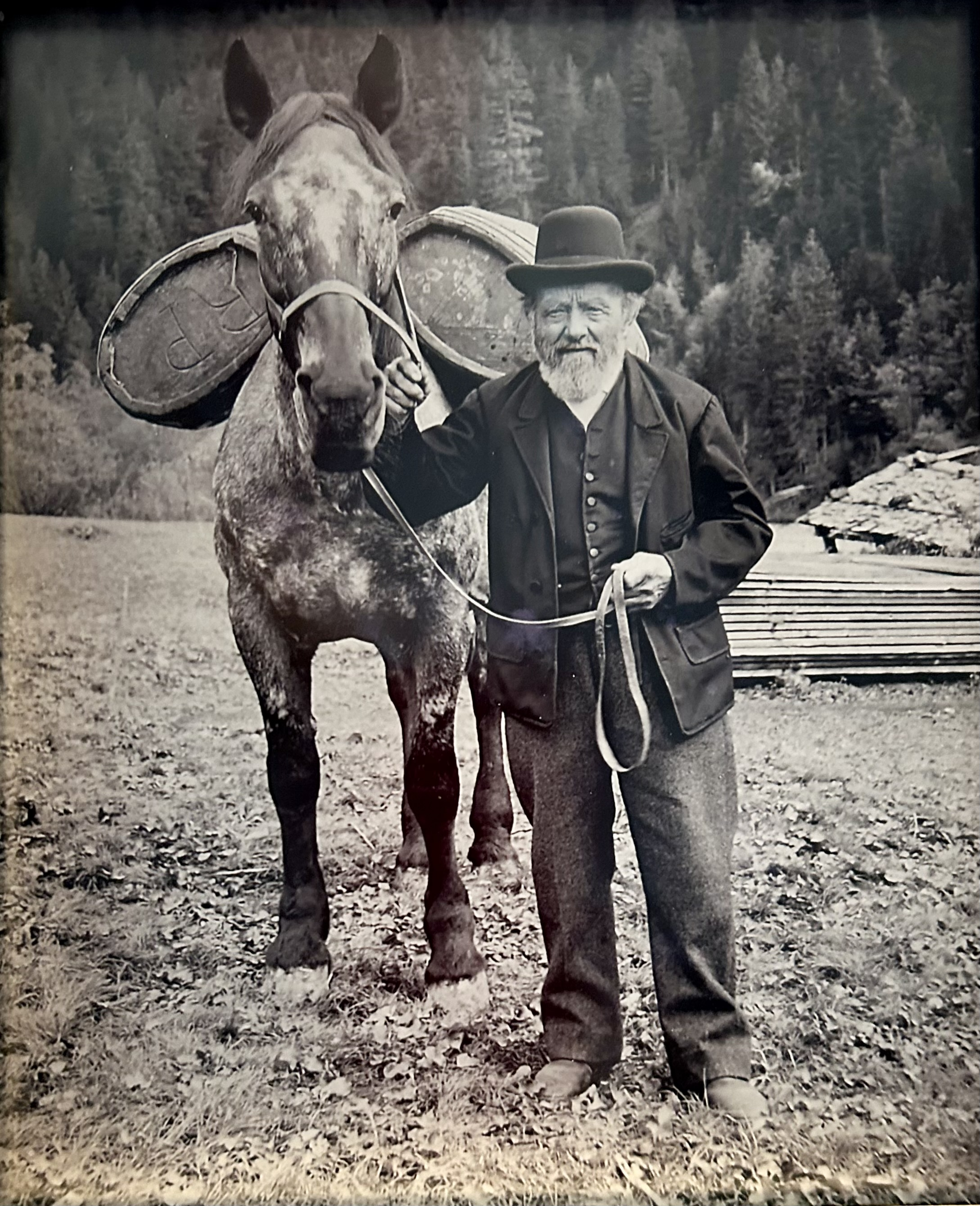
穿越瑞士格拉斯山口進行商務運輸的最後一頭騾子

- 馬道
- 小徑
- 茶馬古道